# Referendum zur Monarchie in Tuvalu 2008
Ein Referendum zur Monarchie in Tuvalu fand am 30. April 2008 statt. Hierbei waren alle wahlberechtigten Einwohner des pazifischen Inselstaates Tuvalu zur Abstimmung über die Beibehaltung der Monarchie aufgerufen.
Bei einer Zustimmung wäre Tuvalu eine Republik geworden. Der Präsident wäre vom Parlament gewählt worden.

## Ergebnis
Das Referendum scheiterte. 679 Stimmen wurden für die Republik, 1260 für die Beibehaltung der Monarchie abgegeben. Die Wahlbeteiligung war sehr niedrig; es wurden nur 1939 der etwa 9000 möglichen Stimmen abgegeben.
| Auswahl           | Stimmen | Prozent |
| ----------------- | ------- | ------- |
| Monarchie         | 1260    | 64,98   |
| Republik          | 679     | 35,02   |
| ungültige Stimmen | keine   | 0,00    |
| Gesamt            | 1939    | 100     |
| Wahlbeteiligung   | ± 9000  | ± 21,50 |